# تیلور اسپریتلر
تیلور اسپریتلر (انگلیسی: Taylor Spreitler؛ زادهٔ ۲۳ اکتبر ۱۹۹۳) یک هنرپیشه و مانکن اهل ایالات متحده آمریکا است. وی از سال ۲۰۰۵ میلادی تاکنون مشغول فعالیت بوده‌است.

## گزیدهٔ آثار

### تلویزیون
- استخوان‌ها (۲۰۱۵)
- روزهای زندگی ما (۲۰۱۰–۲۰۰۹)
- واحد قربانیان ویژه (۲۰۰۵ و ۲۰۱۲)